# Шандор Сабо
Шандор Сабо (угор. Szabó Sándor, 25 квітня 1915, Будапешт — 12 листопада 1997, Будапешт, Угорщина) — угорський актор. Він знявся в 80 фільмах і телевізійних шоу в період між 1935 і 1997 роками.

## Фільмографія
- Így írtok ti (ТВ-шоу, 1994)
- Лелеки завжди повертаються (A gólyák mindig visszatérnek, 1993)
- Купання принців (1993, Prinzenbad)
- Дозвіл на вбивство (ТБ-шоу, 1993, Passport to Murder)
- Мегре (серіал, 1992—1993, Maigret)
- The Gravy Train Goes East (міні-серіал, 1991)
- Julianus barát (серіал, 1991)
- Зустріч з Венерою (1991, Meeting Venus)
- Küldetés Evianba (1988)
- Сусіди (серіал, 1987—1999, Szomszédok)
- Маршал (відео, 1986, Marsall)
- Загадка Кальмана (1984, Az élet muzsikája — Kálmán Imre)
- Закохана Лілі (1984, Lily in Love)
- Mária-nap (1984)
- Fekete császár (ТБ, 1983)
- Безіменний замок (міні-серіал, 1982, A névtelen vár)
- Cid (ТБ, 1981)
- Лисеня Вук (1981, Vuk, озвучка)
- Темне сонце (1981, Temné slunce)
- Швед, який зник безвісти (1980, Der Mann, der sich in Luft auflöste)
- Хто говорить тут про любов? (1980, Ki beszél itt szerelemröl)
- Друга дружина (1980, Örökség)
- Die kleine Figur meines Vaters (1980)
- Таємниця розкішної вілли (ТБ, 1979, A luxusvilla titka)
- 80 гусар (1978, 80 huszár)
- Anyám könnyü álmot ígér (ТБ, 1978)
- Не можу жити без музики (1978, Nem élhetek muzsikaszó nélkül)
- Operabál 13. (ТБ, 1977)
- Легато (1977, Legato)
- Угорці (1977, Magyarok)
- Чорні алмази (ТБ, 1976, Fekete gyémántok)
- Спогад про курорт (1975, Herkulesfürdöi emlék)
- Сімейний огляд (серіал, 1974—1994, Családi kör)
- Синя борода (1972, Bluebeard)
- Музичний телетеатр (серіал, 1971—1993, Zenés TV színház)
- Топаз (1969, Topaz)
- The Sunshine Patriot (ТБ, 1968)
- Найменування гри (серіал, 1968—1971, The Name of the Game)
- Потрібно злодій (серіал, 1968—1970, It Takes a Thief)
- Угорський набоб (1966, Egy magyar nábob)
- Місія нездійсненна (серіал, 1966—1973, Mission: Impossible)
- Доктор Кілдер (серіал, 1961—1966, Dr. Kildare)
- Захисники (серіал, 1961—1965, The Defenders)
- The Emperor's Clothes (ТБ, 1960)
- П'єса тижні (серіал, 1959—1961, Play of the Week)
- Бонанца (серіал, 1959—1973, Bonanza)
- Оголене місто (серіал, 1958—1963, Naked City)
- Az eltüsszentett birodalom (1956)
- Міст життя (1955, Az élet hídja)
- Hell's Island (1955)
- За чотирнадцять життів (1954, Életjel)
- Двічі два іноді п'ять (1954, Kétszer kettö néha öt)
- Груднева наречена (серіал, 1954—1959, December Bride)
- Лейтенант Ракоші (1953, Rákóczi hadnagya)
- A város alatt (1953)
- Повстале море (1952, Föltámadott a tenger)
- Еркель (1952, Erkel)
- Мрія актриси (1951, Déryné)
- Дивний шлюб (1950, Különös házasság)
- Театр Армстронга (серіал, 1950—1963, Armstrong Circle Theatre)
- Яника (1949, Janika)
- Спекотні поля (1949, Forró mezök)
- Tüz (1948)
- Після шторму (1945, Vihar után)
- Machita (1944)
- Boldog idök (1943)
- Ne kérdezd ki voltam (1941)
- Принцеса пусток (1938,  Pusztai királykisasszony)
- Once in a Blue Moon (1935)
- Човен мрії (1952, Dreamboat)
- Шлях до Марселя (1944, Passage to Marseille)
- Місія в Москву (1943)